# Nele-Marie Brüdgam
Nele-Marie Brüdgam (* 1967) ist eine deutsche Journalistin und Autorin.

## Leben
Nele-Marie Brüdgam studierte in Hamburg und Lissabon Spanisch, Portugiesisch und Lateinamerikastudien, nach Studienende machte sie eine Ausbildung zur Redakteurin. Brüdgam arbeitet als Sachbuchautorin und als freie Journalistin für Zeitschriften, Tageszeitungen und andere Publikationen.

## Werke
Nele-Marie Brüdgam ist als Autorin, Koautorin und Ghostwriter tätig.

### Als Autorin
- In guten wie in schlechten Zeiten. Langzeitpaare erzählen ihre Erfolgsgeschichten. Schwarzkopf und Schwarzkopf, Berlin 2004, ISBN 3-89602-485-X
- An seiner Seite. Frauen prominenter Männer erzählen. Eichborn, Frankfurt am Main 2007, ISBN 978-3-8218-5650-6; Piper, München 2009, ISBN 978-3-492-25224-9
- Kleines Lexikon der Reise-Irrtümer. Eichborn, Frankfurt am Main 2011, ISBN 978-3-8218-6551-5; Bastei Lübbe, Köln 2014, ISBN 978-3-404-60781-5

### Als Koautorin
- Saliya Kahawatte: Mein Blind Date mit dem Leben. Eichborn, Frankfurt am Main 2009, ISBN 978-3-8218-5704-6
- Lore Maria Peschel-Gutzeit: Selbstverständlich gleichberechtigt. Eine autobiographische Zeitgeschichte. Hoffmann und Campe, Hamburg 2012, ISBN 978-3-455-50248-0